# Archeuptychia cluena
Archeuptychia cluena är en fjärilsart som beskrevs av Dru Drury 1782. Archeuptychia cluena ingår i släktet Archeuptychia och familjen praktfjärilar. Inga underarter finns listade i Catalogue of Life.

## Bildgalleri

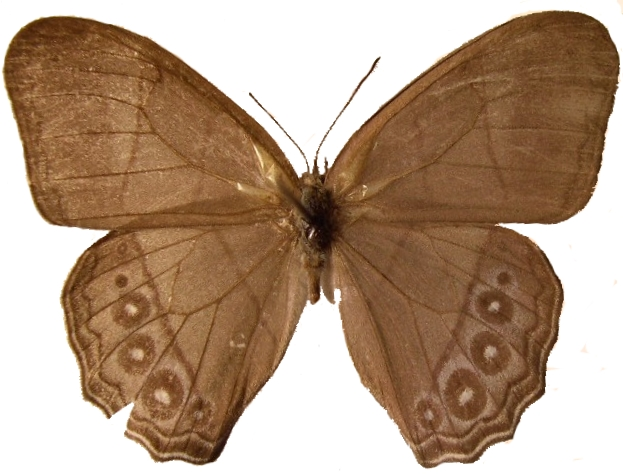